# Scharnsteiner Straße–Umfahrung Gmunden
Die Umfahrung Gmunden (B 120a) ist eine Landesstraße in Österreich. Sie hat eine Länge von 2,4 km und verbindet die Salzkammergutstraße (B 145) im Norden der Stadt Gmunden mit der Gmundener Straße (B 144).
| B120a | Die Scharnsteiner Straße–Umfahrung Gmunden befand sich wie die anderen ehemaligen Bundesstraßen in der Bundesverwaltung. Seit dem 1. April 2002 steht sie unter Landesverwaltung und führt zwar das B in der Nummer weiterhin, nicht aber die Bezeichnung Bundesstraße. |